# Audio Karate
Gli Audio Karate sono un gruppo musicale punk rock statunitense, formatosi a Rosemead, in California, nel 1995.
Il gruppo è composto dai quattro amici d'infanzia ispano-americani Arturo Barrios (cantante e chitarrista), Justo Gonzalez (bassista e voce d'accompagnamento), Jason Camacho (secondo chitarrista) e Gabriel Camacho (batterista). Questi ultimi due sono anche cugini.

## Storia

### Primi anni: 1995-2000
Poche cose si sanno al riguardo del gruppo nei loro primi anni. Nel 2000 viene prodotta una demo (nota anche ufficiosamente come "Paper Bag Demo"), attualmente reperibile solo su YouTube, dalla quale verranno estratti alcuni brani che saranno presenti nel loro album di debutto.

### Space Camp: 2001-2003
Grazie alla distribuzione della demo, gli Audio Karate cominciano a farsi notare da alcune etichette, e nell'autunno 2001 firmano un contratto con l'etichetta indipendente Kung Fu Records. A seguito di questo, il 14 maggio 2002 viene pubblicato l'album di debutto degli Audio Karate: Space Camp. I tre singoli estratti dall'album sono Nintendo 89 (ancora oggi la canzone di maggior successo del gruppo, per cui è stato girato un video), Rosemead e Senior Year. In seguito al discreto successo dell'album, gli Audio Karate vanno in tour assieme ai The Vandals e gli Tsunami Bomb inizialmente negli Stati Uniti e in seguito anche in Europa. Nel 2003 partecipano anche al Warped Tour

### Lady Melodye lo scioglimento: 2004-2005
Dopo l'elevato numero di concerti, la band decise di prendersi una pausa per dedicarsi al secondo album in studio. Fu così che il 1º giugno 2004 venne pubblicato Lady Melody, album contenente temi cupi e con un suono più maturo rispetto a Space Camp. Dall'album venne estratto il singolo Jesus is Alive and Well (and Living in Mexico), per il quale fu girato un video. La band iniziò a fare dei concerti subito dopo l'uscita dell'album per promuoverlo, ma non ottenne lo stesso successo di Space Camp. In seguito a un numero elevato di concerti, gli Audio Karate decisero di "prendersi una vacanza", che in pratica avrebbe comportato lo scioglimento del gruppo.

### Lungo periodo di transizione: 2006-2017
Dopo lo scioglimento ufficiale del gruppo, la band pubblicò due canzoni sul proprio profilo Myspace nel 2008 e altri brani l'anno seguente. Nel 2012 la band si riunì temporaneamente sotto il nome di Indian School e pubblicò un EP, contenente 6 tracce, dal nome The Cruelest Kind con l'etichetta Animal Style Records, ma fu soltanto un fuoco di paglia poiché la band non pubblicò nient'altro per i successivi sei anni.

### La riunione eMalo: 2018-presente
Il 16 marzo 2018 viene annunciato sul profilo Twitter ufficiale della band che "riprenderanno gli strumenti". Lo stesso anno esce l'EP Audio Karate, contenente due tracce, che diventa così la prima pubblicazione della band dopo 14 anni. L'anno seguente, il 18 ottobre 2019, è la volta di Malo, il loro terzo album in studio, con le etichette SBÄM Records, Wiretap Records e A-F Records, 15 anni dopo Lady Melody. Dall'album viene estratto il singolo Sin Cuchillo, per il quale viene girato un video.

## Formazione

### Componenti
- Arturo Barrios, voce e chitarra (1995-2005, 2018-presente)
- Justo Gonzalez, basso e voce (1995-2005, 2018-presente)
- Jason Camacho, chitarra (1995-2005, 2018-presente)
- Gabriel Camacho, batteria (1995-2005, 2018-presente)

## Discografia

### Album in studio
- 2002 - Space Camp
- 2004 - Lady Melody
- 2019 - Malo

### EP
- 2012 - The Cruelest Kind (sotto lo pseudonimo Indian School)
- 2018 - Audio Karate

## Videografia
- Nintendo 89 (2002)
- Jesus is Alive and Well (and Living in Mexico) (2004)
- Sin Cuchillo (2019)